# Milis
Milis este o comună din provincia Oristano, regiunea Sardinia, Italia, cu o populație de 1.395 locuitori (1 ianuarie 2023) și o suprafață de 18,67 km².

## Demografie
Milis - evoluția demografică

|  | Graficele sunt indisponibile din cauza unor probleme tehnice. Mai multe informații se găsesc la Phabricator și la wiki-ul MediaWiki. |

Date: Recensăminte sau birourile de statistică - grafică realizată de Wikipedia